# Beitar Jeruzalem
Beitar Jerusalem (hebrejski: מועדון כדורגל בית"ר "טראמפ" ירושלים‎; Moadon Kaduregel Beitar Yerushalayim), izraelski je nogometni klub u Jeruzalemu. Igraju na stadionu Teddyu kapaciteta oko 31.733 ljudi. Zbog velike podrške na tribinama i dosta neprijateljske atmosfere kakvu priređuju suparničkim momčadima, stedion se naziva Gehinom ili Pakao.

## Povijest

### Početak
David Horn i Shmuel Kirschstein, dva građana Jeruzalema odlučili su 1936. pokrenuti lokalnu nogometnu momčad. David Horn bio je vođa mladeži Beitara, liberalnog pokreta u Izraelu. Sve do danas navijači kluba Beitar poistovjećuju se s uvjerenjima tog pokreta. Isprva su u momčadi bili isključivo članovi te grupe. 
Pokret mladeži Beitara brzo se sukobio s britanskom vlasti, i s navijačima jeruzalemskog Hapoela. 1940. Englezi su uhitili većinu igrača i poslali u egzil u Eritreju ili Keniju. 
Horn je odbio napustiti klub i preimenovao ga u Nordia Jerusalem. Skoro svi su igrači Nordije dolazili iz pokreta mladeži Beitara.

### Bet liga
Beitar je 1950. započeo nastupati u izraelskoj drugoj (Bet) ligi. 1953. ušli su u prvu ligu, no, godinu nakon, iz nje ispali. 1958. osvojili su Bet ligu, ali im nije dopušteno natjecanje u 1. ligi.

### Ulazak u prvu ligu
Jedini im je cilj tada bio kvalificirati se u viši rang natjecanja. Momčad su činili Dr. Raul Geller, Yosef Aminof, Shaul Mizrahi, Udi Rabowitch i ostali. Trener je bio Samuel Reznik. Sezone 1967./68. nakon ujedinjenja Jeruzalema, Beitar uspjeli su se kvalificirati u A ligu.

### Raznolike 70-e
Trener momčadi ranih 70-ih bio je Imannuel Sheffer, koji je radio i u reprezentaciji. On je otkrio 16-godišnjeg Uri Malmilian kojeg je ubrzo stavio među seniore i od njega stvorio sjajnog mladog igrača. Međutim, 1975. za vrijeme utakmice s Hapoelom P. Tikva navijači Beitara uletjeli su na teren i napali suparničke igrače i navijače. Klub je kažnjen igranjem domaćih utakmica u drugom gradu, i to bez publike. Te su godine, također, trebali biti izbačeni u niži rang, od čega ih je spasio Yossi Sarid i članovi Knesset Ehud Olmerta koji su pokrenuli istragu protiv Izraelskog nogometnog saveza.
Onda u drugom dijelu 70-ih, 1976. pod trenerom Nissim Becharom i velikim triom Malmilian-Noiman-Levi, pobijedivši jaki Maccabi Tel Aviv (2:1) osvojili su državni kup. U prvenstvu su završili na drugom mjestu iza Hapoel Beer Sheve. 1979. opet su istim rezultatom protiv iste momčadi osvojili kup.

### Prvi naslov prvaka
1980. ozlijedila se zvijezda Uri Malmilian, nakon čega momčad ispada u drugu ligu. Sezonu nakon u klub dolazi napadač Eli Ohana koji je sjajno nadomjestio Malmiliana. 1984. Beitar je već bio prvoligaš i na pragu naslova prvaka. Posljednja utakmica sezone bila je s Hapoel Tel-Avivom i za naslov im je bio potreban najmanje neriješen rezultat. No, baš tada im to nije uspjelo. Utakmicu su izgubili i naslov je otišao Maccabiju Haifi. Zbog poraza se navijači Beitara i Hapoela prešli granicu športskog rivalstva i počeli se mrziti.
1985. pobjedom 1:0 nad Maccabijem iz Haife i 1986. nad Beitarom iz Tel Aviva osvojena su još dva kupa. Trener je bio veliki Dror Kashtan s kojim je Beitar 1987. postao prvak. U toj momčadi bili su spomennuti Malmilian, Eli Ohana, Yossi Mizrahi, Hanan Azulai, Shlomo Shirazi, Avi Cohen, Sammy Malkha, Yakov Schwartz, Udi Ashash, Meir Kadosh, Gary Wandermolen, i Avi Golder. Nakon te sezone Ohana je otišao u belgijski KV Mechelen. 1989. nakon jedanaesteraca protiv Maccabi Haifom opet je osvojen kup.

### Propast
1991. pali su u drugu ligu, tada zvanu "Liga Artzit". Ohana se vratio sezonu nakon i pod vodstvom neomiljenom ali vrlo sposobnog trenera Lufe Kadosha. Kadosh je dobio otkaz i naslijedio ga je Dror Kashtan. 1993. osvojen je naslov prvaka. 1995. došao je trener Eli Cohen, koji je stvorio jedan od najjačih Beitara ikad. Osvojili su naslov 1997., i pod Kashtanom 1998. Sezone 1998./99. u finalu su poraženi na jednanaesterce. Nakon te utakmice trenerom je postao bivša igračka zvijezda Eli Ohana. Nije se iskazao kao sposoban trener.
Nakon uspješnih '90-ih stao je Beitar. Zbog vrlo lošeg rukovođenja klubom i financijama bivšeg dirktora Moshe Dadasha, Beitar je bankrotirao i oduzeta mu je sva imovina. Prodao je teren, momčad, i na kraju i klub.
Ohana je nakon sezone 1999./2000. dobio otkaz. Naslijedio ga je Eli Gutman, za vrijeme kojeg je u momčad došao Đovani Roso. Zbog svoje obrambene taktike i Gutman je ubrzo napustio klub. Narednih godina Beitar se jedva borio s preživljavanjem. Roso je otišao u Maccabi Haifu gdje je osvajao naslove dok se Beitar borio za opstanak.
Vlasnici Fenigel i Levi prisilili su igrače da prihvate što niže plaće zbog stanja u klubu. Također su za trenera pokušali vratiti Ohanu. Ljeta 2005. klub su napustili mnogi bitni igrači kao Tal Banin.
No, tada u kolovozu te godine, ruski multimilijarder Arkadi Gajdamak kupuje klub. Gajdamak je obećao vratiti klub staroj slavi, no, njegova vladavina u klubu postala je predmet kontroverzi. Nakon što je Hapoel Bnei Sakhinu poklonio 400.000 dolara, te tvrdio da je Ohana loš menadžer, naljutio je navijače kluba. 10. kolovoza 2005. Ohana je napustio klub. Također je tvrdio da će kupiti nekog arapskog igrača, što navijači također nisu prihvatili.

### Sadašnjost
Pod vodstvom ruskog bogataša klub je imao dovoljno novca za kvalitetna pojačanja, i nakon sezone 2005./06. kvalificirali su se u Kup UEFA kao treći u ligi. No, u tom natjecanju nisu se proslavili.